# Elizabeth Hartman
Mary Elizabeth Hartman (født 23. december 1943, død 10. juni 1987) var en amerikansk teater- og filmskuespiller.

## Biografi
Hartman begyndte at optræde på gymnasiet og vandt Ohio Actress of the Year Award efter at have spillet Laura i en skoleopsætning af Glasmenageriet. Hun studerede derefter på Carnegie Mellon University (mens hun spillede teater med Kenley Players i løbet af somrene). Derefter flyttede hun til New York, hvor hun spillede en rolle i det kortlivede spil, Everybody Out, The Castle Is Sinking, som førte MGM opdagede hende. Hun fik en audition for instruktør Guy Green, som castede hende i rollen som Blind Selinas i filmen Et strejf af solskin, som er baseret på Elizabeth Katas' roman Be Ready With Bells and Drums. For denne præstation blev Hartman nomineret til en Oscar til bedste kvindelige hovedrolle og vandt en Golden Globe for "Årets nye stjerne"
Efter Et strejf af solskin blev Hartman kun tilbudt lignende roller som den tøvende og nervøse unge pige, herunder rollen som Joey i Gæt hvem der kommer til middag. Hun takkede nej, fordi hun ikke ønskede at spille en rolle i temaet "hvid pige mødes med sort mand". Ifølge hendes agent blev hun tilbudt op til 20 forskellige roller, som alle var enten blinde, døve eller havde en anden form for handicap. Efter at have afvist flere roller takkede hun ja til en rolle i Sheriffen, der ikke ville dø, fordi hun havde brug for pengene.
Kort tid derefter begyndte Hartman at udvise tegn på psykisk sygdom, hvilket ville føre til at hun blev indlagt på sindssygehospitaler 19 gange. Hun gjorde sit endelige bidrag som skuespiller i 1982, da hun indspillede fru Brisbys stemme i Fru Brisbys hemmelige verden. I 1987 blev Hartman mere og mere deprimeret, og den 10. juni begik hun selvmord ved at hoppe ud af et vindue fra sin lejlighed på femte sal.

## Filmografi
- 1965 – Et strejf af solskin
- 1966 – Gruppen
- 1966 – You're a Big Boy Now
- 1968 – Jøden fra Kiev
- 1971 – Een mand - syv kvinder
- 1971 – Night Gallery (Tv-serie)
- 1972 – In Pursuit of Treasure
- 1973 – Sheriffen, der ikke ville dø
- 1973 – The Wide World of Mystery (Tv-serie)
- 1973 – Intermission
- 1973 – Love, American Style (Tv-serie)
- 1975 – Doctors' Hospital (Tv-serie)
- 1980 – Willow B: Women in Prison (Tv-film)
- 1981 – Full Moon High
- 1982 – Fru Brisbys hemmelige verden (stemme)